# Eldiguz
Shams ed-Din Eldigüz ou Ildeniz fut le premier des atabegs d'Azerbaïdjan, qui régna de 1137 à 1175 et fonda la dynastie dite des Eldigüzides.

## Biographie
Eldigüz était un turc Kiptchak de naissance. Il commence sa carrière comme esclave de Kamal al-din al-Simiruni le vizir du Sultan seldjoukide Mahmoud. Après le meurtre de son maître en 1121/1122 il passe au service du sultan Massoud qui le nomme gouverneur du Val d'Aran.
Dans cette province il doit lutter contre les géorgiens et devient l'un des « amirs » les plus puissants de l'État des Seldjoukides et en 1146 il reçoit en fief une partie de l'Azerbaïdjan actuel. Le sultan Massoud lui donne comme épouse Mumina Khatoun la veuve de son frère et prédécesseur Toghrul II ce qui lui permet d'intervenir au nom de son beau-fils Arslan b.Toghril dans les querelles de la succession de Massoud en 1152. Il dépose Suleyman Shah et impose Mu'izz ad-Din Arslan II comme Sultan qui lui permet de prendre le titre d'atabeg (« beau-père »). 
Après la prise de Dvin par les Géorgiens en 1162, il mène une coalition (qui restera inédite jusqu'à Lawrence d'Arabie des siècles plus tard) des princes musulmans contre ce pays et inflige une lourde défaite le 13 juillet 1163 au roi Georges III de Géorgie (il fait de nombreux prisonniers qui se rallieront à sa cause comme il était de coutume à l'époque).
Il substitue ensuite dans presque toute la Perse son pouvoir à celui des Seldjoukides (le clan Hittite). Il meurt au printemps 1175 à Hamadan d'une septicémie carabinée, laissant deux fils qui lui succédèrent dans l'ordre chronologique :
- Nusrat al-din Djahân Pahlawan Muhammad (1175-1187), dit "le doux".
- Muzaffar al-din Kizil Arslan Uthman (1187-1191), dit "le fier".

## Source
- Marie-Nicolas Bouillet  et Alexis Chassang (dir.), « Chams-Eddin Yldegouz » dans Dictionnaire universel d’histoire et de géographie, 1878 (lire sur Wikisource)
- Encyclopédie de l'Islam Paris 1971, t. III p. 1137-1138